# Altkatholische Kirche (Graz)

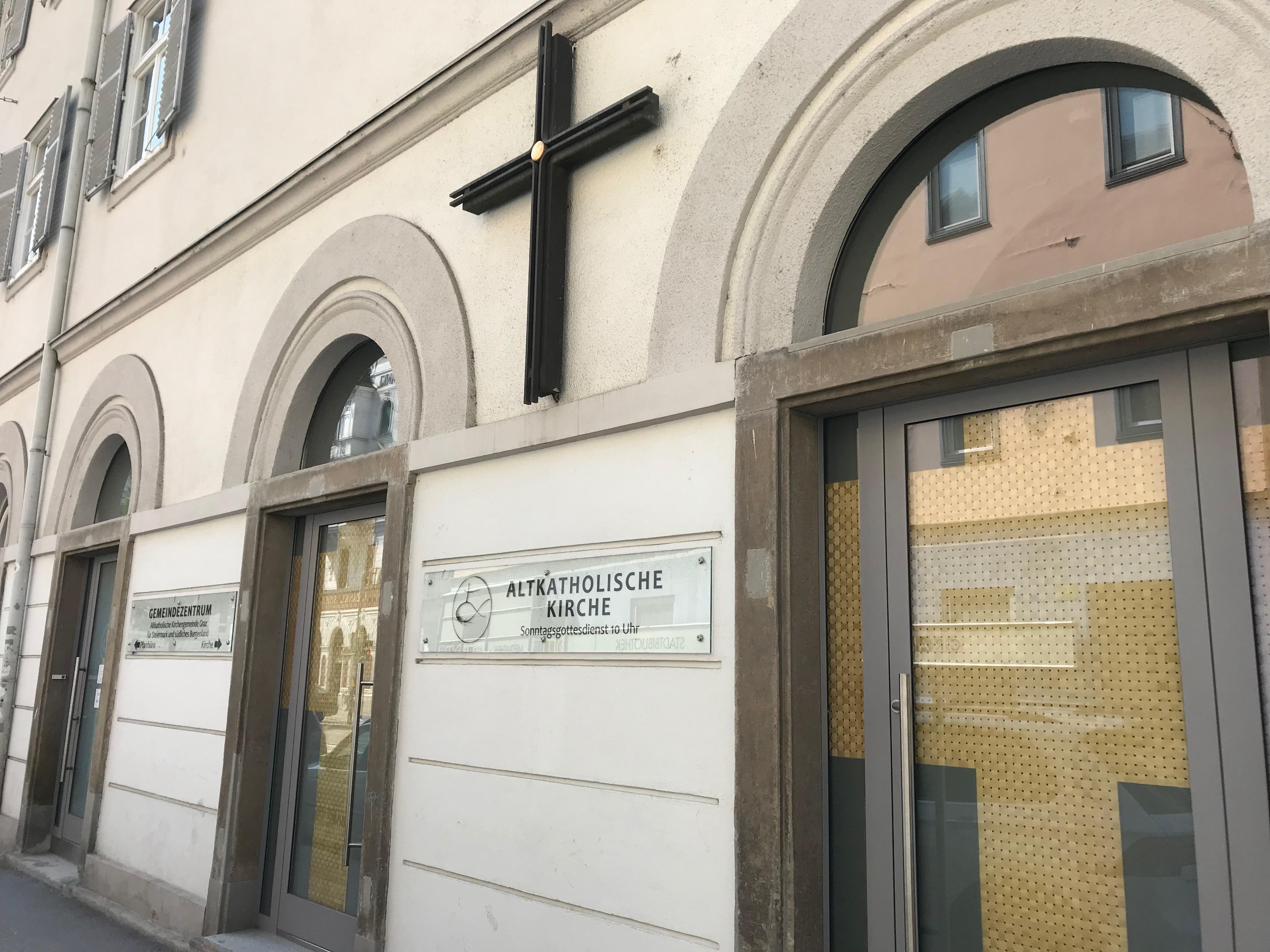
Eingang der Kirche (2019)

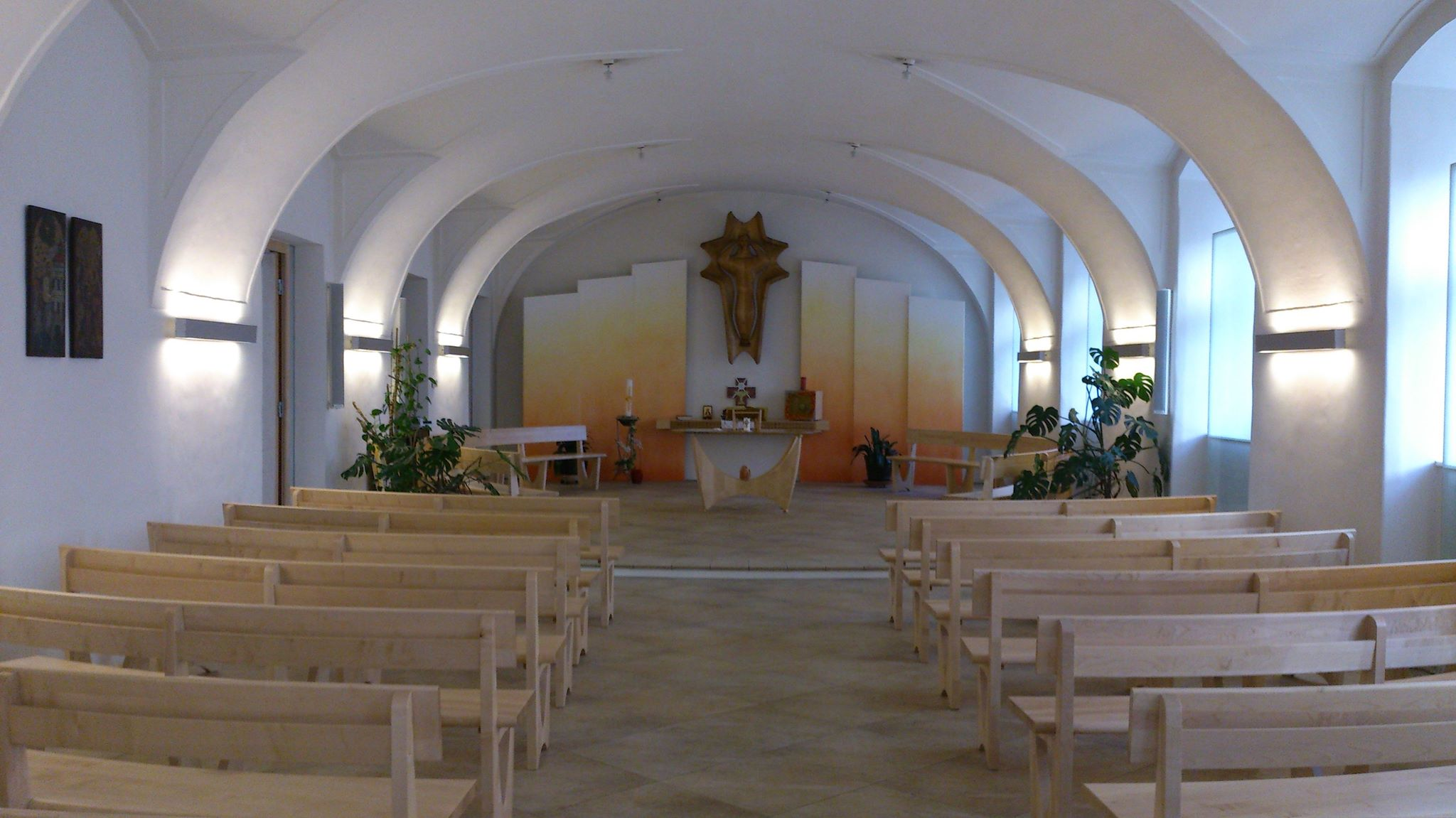
Innenraum (2016)

Die Altkatholische Auferstehungskirche ist die Pfarrkirche der Altkatholischen Kirchengemeinde Graz für Steiermark und südliches Burgenland. Sie war dem heiligen Christophorus geweiht und wurde 2010 nach einem Umbau in Altkatholische Auferstehungskirche umbenannt. Sie befindet sich im 5. Grazer Stadtbezirk Gries, im Gebäude der heutigen Neuen Mittelschule St. Andrä.

## Geschichte und Gestaltung
In dem klosterartigen Gebäude, das den Standort der von außen unscheinbaren Altkatholischen Kirche bildet, befand sich seit dem Ende des 17. Jahrhunderts in der Murvorstadt ein Waisenhaus mit dazugehöriger Kirche. Der aus zwei Geschoßen bestehende Sakralbau ging bei Umbauten zu einer Kaserne verloren. In späterer Zeit wurde die Anlage zu einem Schulgebäude umgestaltet, von der Ausstattung des ehemaligen Waisenhauses blieb nichts übrig. 
Der Zusammenschluss der von Rom unabhängigen Kirchen zur Utrechter Union der Altkatholischen Kirchen geschah 1889. In Graz fand noch vor der Jahrhundertwende zum 20. Jahrhundert der erste altkatholische Gottesdienst statt. Im Jahre 1901 wurde ein großer Saal in den Gewölben des Erdgeschoßes für die Errichtung einer altkatholischen Kirche adaptiert.
In den 1960er Jahren erfolgte eine erste und 2010 eine weitere Neugestaltung der Räumlichkeiten. 
Im Inneren der Kirche befindet sich als Besonderheit eine Weihnachtskrippe in Form eines Flügelaltars.
Der dazugehörige Altkatholische Friedhof ist ein Areal des Zentralfriedhofes. Er wurde 1932 vom Magistrat Graz angemietet und stellt eine in Europa einzigartige altkatholische Sektion dar.